# Thomas Sowell

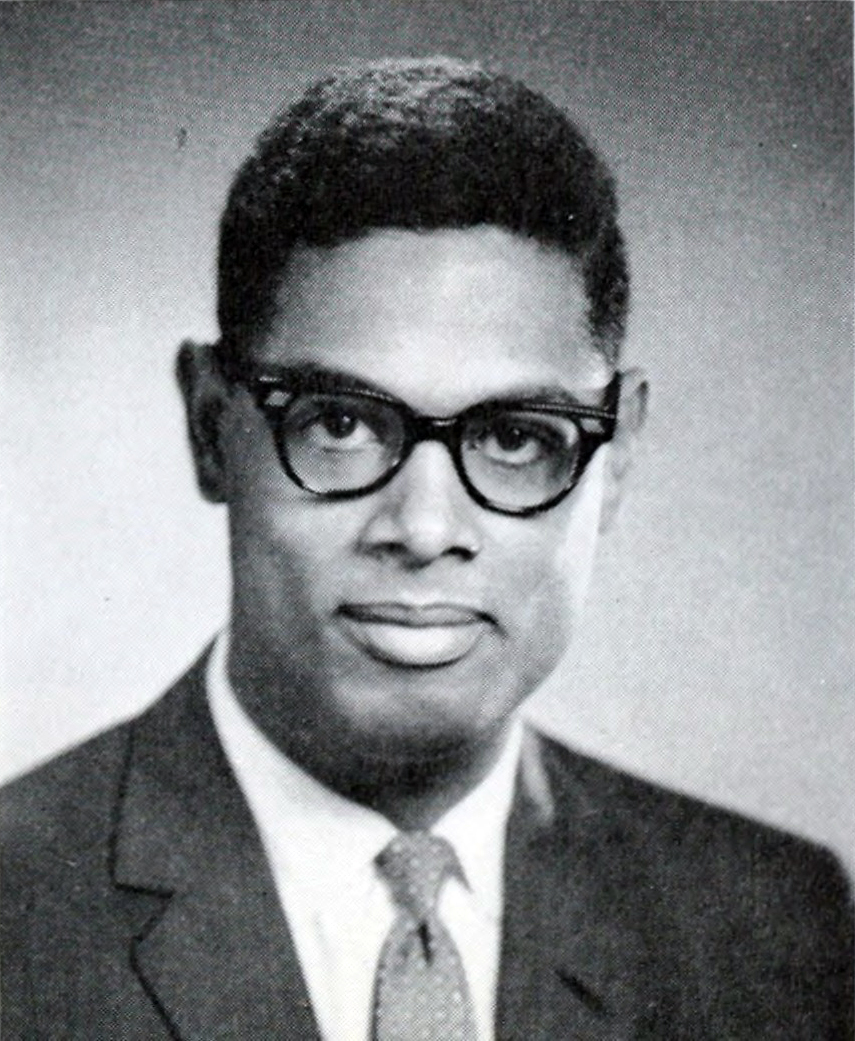
Thomas Sowell (foto 1964).

Thomas Sowell (North Carolina, 30 juni 1930) is een Amerikaans schrijver en econoom en een prominente Amerikaanse libertariër.

## Biografie
Sowell groeide op in Harlem en ging naar school op de Stuyvesant High School in New York. Door financiële problemen van zijn familie kon hij zijn opleiding niet afmaken en verliet de school op 17-jarige leeftijd. Nadat hij bij de marine had gediend, behaalde hij zijn bachelor in economie aan het Harvard College. Vervolgens behaalde hij zijn master in de economie aan de Columbia University. Hij promoveerde in de economie aan de Universiteit van Chicago, die in de economie bekendstaat als de Chicago school. Sowell heeft lesgegeven aan prominente Amerikaanse universiteiten, waaronder Cornell University en UCLA. Sinds 1980 is hij senior fellow van het Hooverinstituut, een conservatieve denktank die een semiautonoom onderdeel vormt van de Stanford-universiteit, waar hij de leerstoel bekleedt die naar Rose en Milton Friedman vernoemd is. Deze laatste was een van zijn hoogleraren.

## Opiniërend werk
Behalve wetenschappelijke stukken schrijft Sowell ook boeken, artikelen en columns voor een algemeen publiek. Hij schrijft in bladen als Forbes en kranten als The Wall Street Journal. Sowell schrijft veel over economische onderwerpen, waarin hij pleit voor een laissez-fairebenadering (vrijemarkt) van het kapitalisme. Sowell schrijft ook over minderhedenbeleid (hij is zelf Afro-Amerikaan) en heeft kritiek op positieve discriminatie. Verder schrijft hij over ideologie, cultuur en welvaart en "politiek correct" denken.
Hij heeft een vaste column op de conservatieve website Townhall.com (voorheen onderdeel van de Heritage Foundation).